# Boreaszok-festő
A Boreaszok-festő az i. e. 6. század közepén Lakóniában alkotó görög vázafestő volt, egyike a lakóniai vázafestészet öt legjelentősebb alakjának. Pontos születési és halálozási dátuma nem ismert, és mivel nem szignálta alkotásait neve sem maradt ránk. Névadó vázája egy Rómában őrzött mitológiai témájú képpel díszített csésze a hárpiákat üldöző Boreaszok ábrázolásával. Korábban Héphaisztosz-festőnek nevezték egy Rodoszon található csészéje után, ami Héphaisztosz visszatérését jelenítette meg egy azonosítatlan figurával és egy oroszlánnal.
Karrierjét i. e. 575 körül kezdhette és a Naukratisz-festővel együtt az elsők voltak akik már teljesen az i. e. 580 körül átvett feketealakos stílusban dolgoztak. Körülbelül i. e. 565-ig volt aktív és csak csészéket díszített, mégis a lakóniai vázafestészet egyik kiemelkedő alakja volt, mivel ő kezdte alkalmazni a lakóniai csészék védjegyévé vált hármas fríz díszítést az edények alján.  Ez egy sor gránátalma a csésze tálrésze és a talp találkozásánál, feljebb egy nyelvhez hasonló míg legfelül egy sugarakból álló fríz. Ezen kívül ő volt az első aki keleti görög tányérok hatására a csésze legfontosabb díszítőelemét, a tondóban lévő képet egy vonallal két részre osztotta.  A képet általában egy gránátalma sor keretezi, ez a motívum névadó vázáján is megjelenik.  
A művészetében azonosítható erős keleti hatás miatt felmerült, hogy keleti származású, talán szamoszi lehetett. Figyelemre méltó, hogy egyetlen hozzá köthető edényt sem Lakóniában találtak meg.